# Hallgrímur Helgason
Hallgrímur Helgason (* 18. Februar 1959 in Reykjavík) ist ein isländischer Autor.

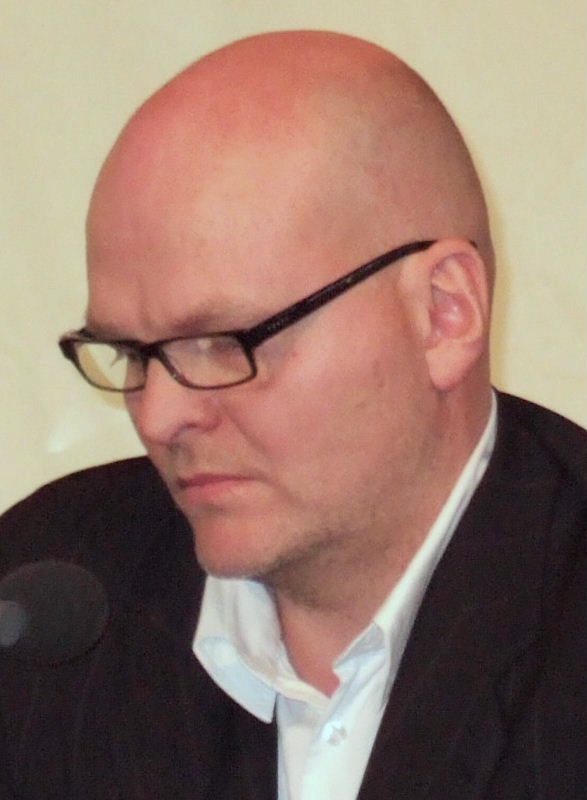
Hallgrímur Helgason (2006)

## Leben
Nach dem Studium an der Hochschule für Kunst und Kunstgewerbe in Reykjavík 1979–80 besuchte er ein Jahr die Kunstakademie in München. Seit 1982 arbeitet er sowohl als Künstler als auch als Autor in Reykjavík. Sein erster Roman Hella erschien 1990. Seinen internationalen Durchbruch hatte er mit dem Roman 101 Reykjavík, der 2000 unter der Regie von Baltasar Kormákur verfilmt wurde.
Neben weiteren Romanen schrieb Hallgrímur Helgason Hörspiele, Essays, Theaterstücke und trat als Stand-up-Comedian auf. In über 20 Soloausstellungen und zahlreichen Gruppenausstellungen sind seine Bilder in Europa und den USA zu sehen gewesen.
2012 nahm er am Internationalen Literaturfestival Berlin teil.

## Werke
- 101 Reykjavík. Roman. Klett-Cotta, Stuttgart 2002, ISBN 3-608-93069-8 (Originaltitel: 101 Reykjavík. 1996. Übersetzt von Karl-Ludwig Wetzig).
- Vom zweifelhaften Vergnügen, tot zu sein. Klett-Cotta, Stuttgart 2005, ISBN 3-608-93652-1 (Originaltitel: Höfundur Íslands, 2001, übersetzt von Karl-Ludwig Wetzig).
- Rokland. Klett-Cotta, Stuttgart 2006, ISBN 3-608-93766-8 (Originaltitel: Rokland, 2005, übersetzt von Karl-Ludwig Wetzig).
- Zehn Tipps, das Morden zu beenden und mit dem Abwasch zu beginnen,  Tropen Verlag, Stuttgart 2010, ISBN 978-3-608-50108-7 (Originaltitel: 10 ráð til að hætta að drepa fólk og byrja að vaska upp, 2008, übersetzt von Kristof Magnusson).
- Eine Frau bei 1000 Grad. Klett-Cotta, Stuttgart 2011, ISBN 978-3-608-50112-4 (Originaltitel: Konan við 1000°: Herbjörg María Björnsson segir frá, 2011, übersetzt von Karl-Ludwig Wetzig).
- Seekrank in München. Klett-Cotta, Stuttgart 2015, ISBN 978-3-608-50151-3 (Originaltitel: Sjóveikur í München, übersetzt von Karl-Ludwig Wetzig).
- 60 Kilo Sonnenschein. Tropen, Stuttgart 2020, ISBN 978-3-608-50451-4 (Originaltitel: Sextíu kíló af sólskini, 2018, übersetzt von Karl-Ludwig Wetzig).
- 60 Kilo Kinnhaken. Tropen, Stuttgart 2023, ISBN 978-3-608-50184-1 (Originaltitel: Sextíu kíló af kjaftshöggum, übersetzt von Karl-Ludwig Wetzig).

## Ehrungen
Für Vom zweifelhaften Vergnügen, tot zu sein erhielt Hallgrímur Helgason 2001 den Isländischen Literaturpreis. 2010 wurde ihm auf der Frankfurter Buchmesse der Preis für den Kuriosesten Buchtitel des Jahres für Zehn Tipps, das Morden zu beenden und den Abwasch zu beginnen verliehen. Für den Roman 60 Kilo Sonnenschein wurde Hallgrímur Helgason in der Kategorie „Belletristik“ erneut mit dem Isländischen Literaturpreis für 2018 ausgezeichnet, der ihm auch 2021 für Sextíu kíló af kjaftshöggum (deutsch: Sechzig Kilo Ohrfeigen) zuerkannt wurde.